# Léopold Biha
Léopold Biha, Prins Léopold Bihumugani, född 1919, död 2003, begravd 2 mars, var regeringschef i Burundi från 13 oktober 1965 till 8 juli 1966. Han var tutsi, och tillhörde ganwa, den traditionella aristokratklassen. Han efterträdde hutuen Joseph Bamina sedan denne mördats.